# Кевлар-Е
Кевлар-Е — український проєкт бойової машини піхоти на базі шасі від 2С1 «Гвоздика». Розробник — компанія Укріннмаш.
На цьому БМП замість 122-мм гармати зроблена надбудова для збільшення висоти десантного відділення та встановлений бойовий модуль «Штурм» з 30-мм автоматичною гарматою.

## Історія
Один із перших проєктів БМП компанія Укріннмаш представила у 2017 році.
У жовтні 2020 року з'явилися фото прототипу, а у червні 2021 року він був представлений на виставці Зброя та безпека.
28 лютого 2022 року, під час російського широкомасштабного вторгнення, Харківський завод транспортного устаткування передав дослідний зразок бойової машини «Кевлар-Е» на потреби української армії. Машина була прийнята екіпажем від Військового інституту танкових військ.

## Екіпаж
Екіпаж бойової машини — 3 особи:
- командир машини
- навідник
- механік-водій

Також ця БМП може брати до 6 осіб десанту.

## Галерея

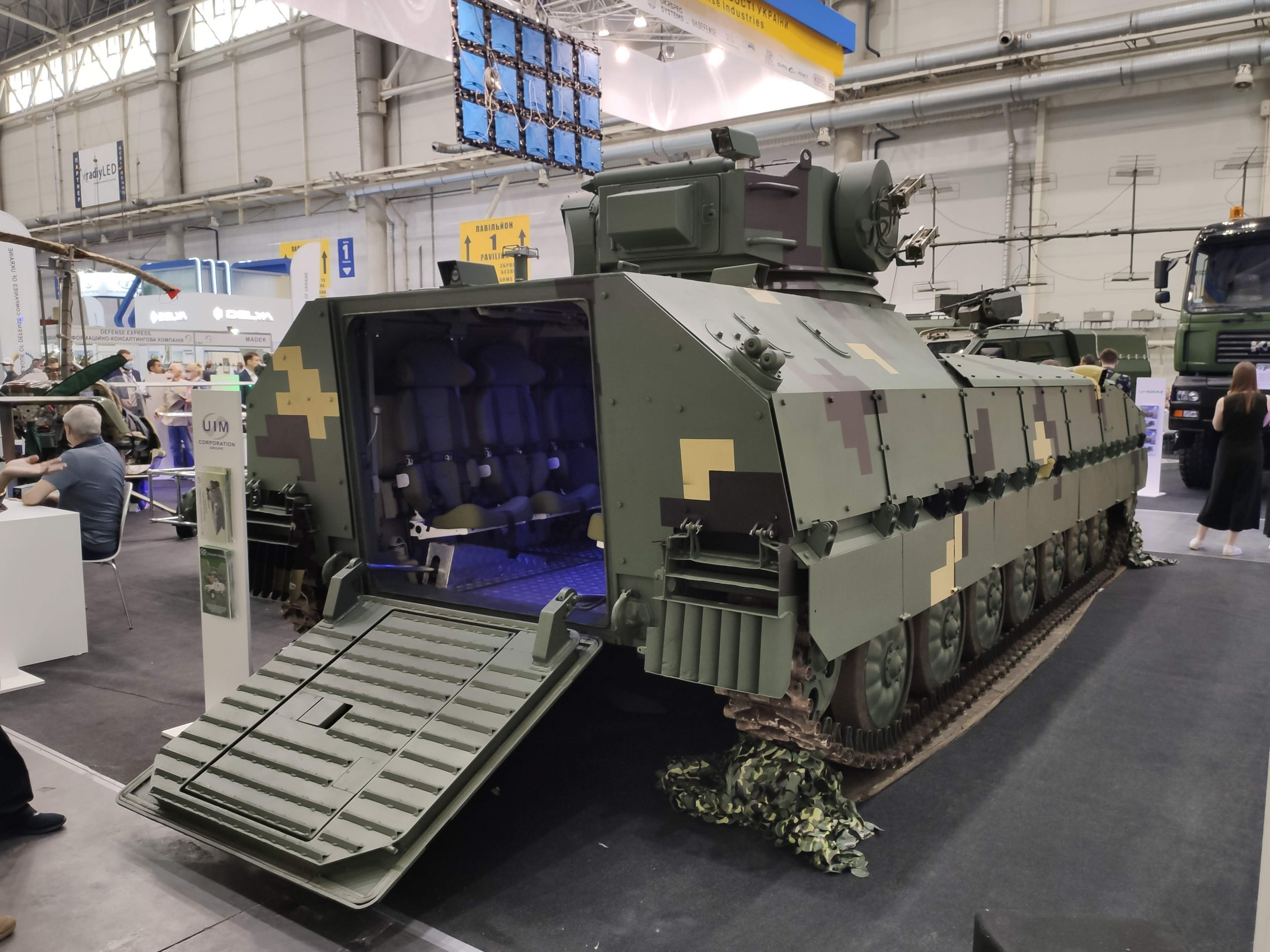
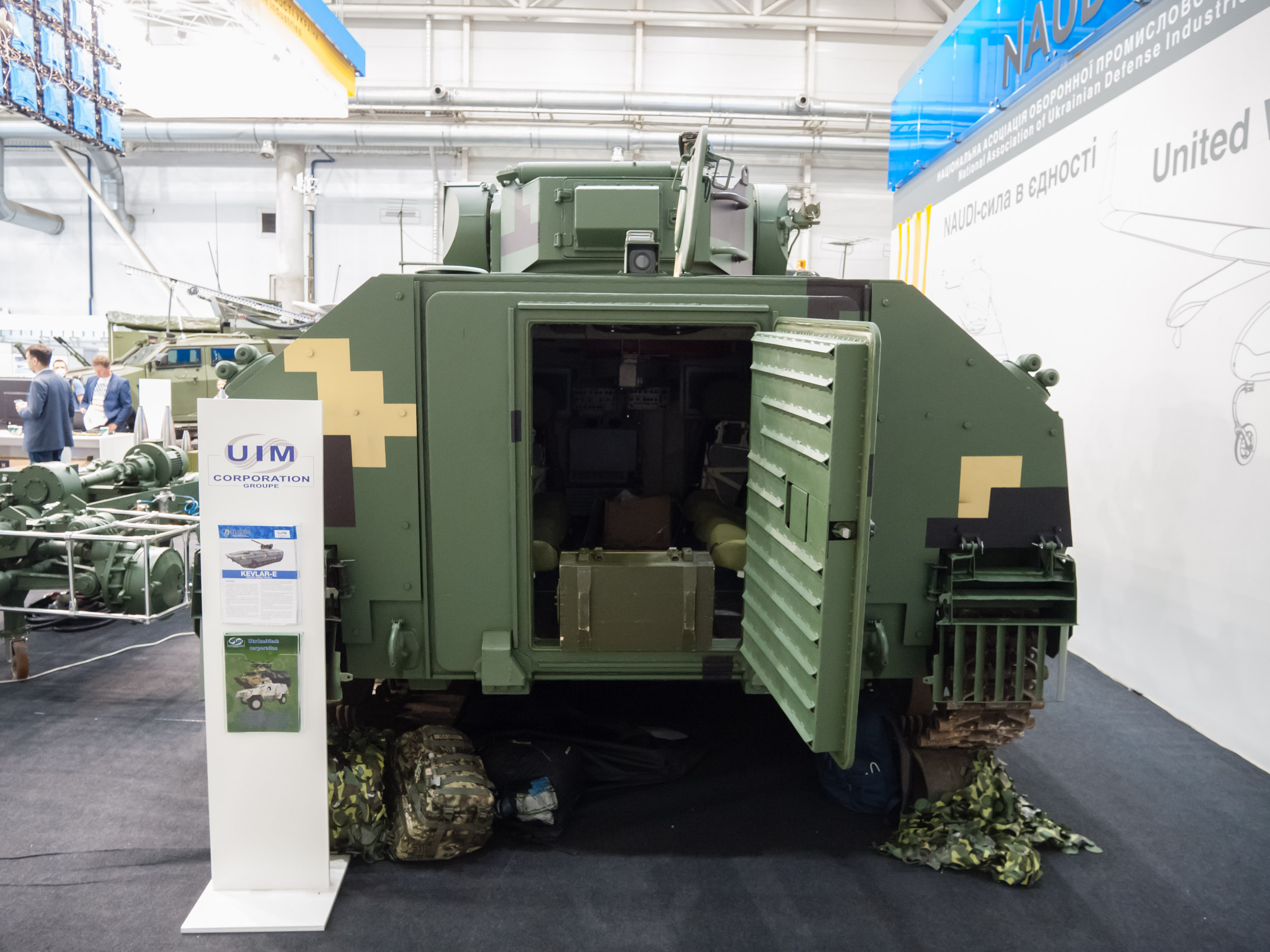
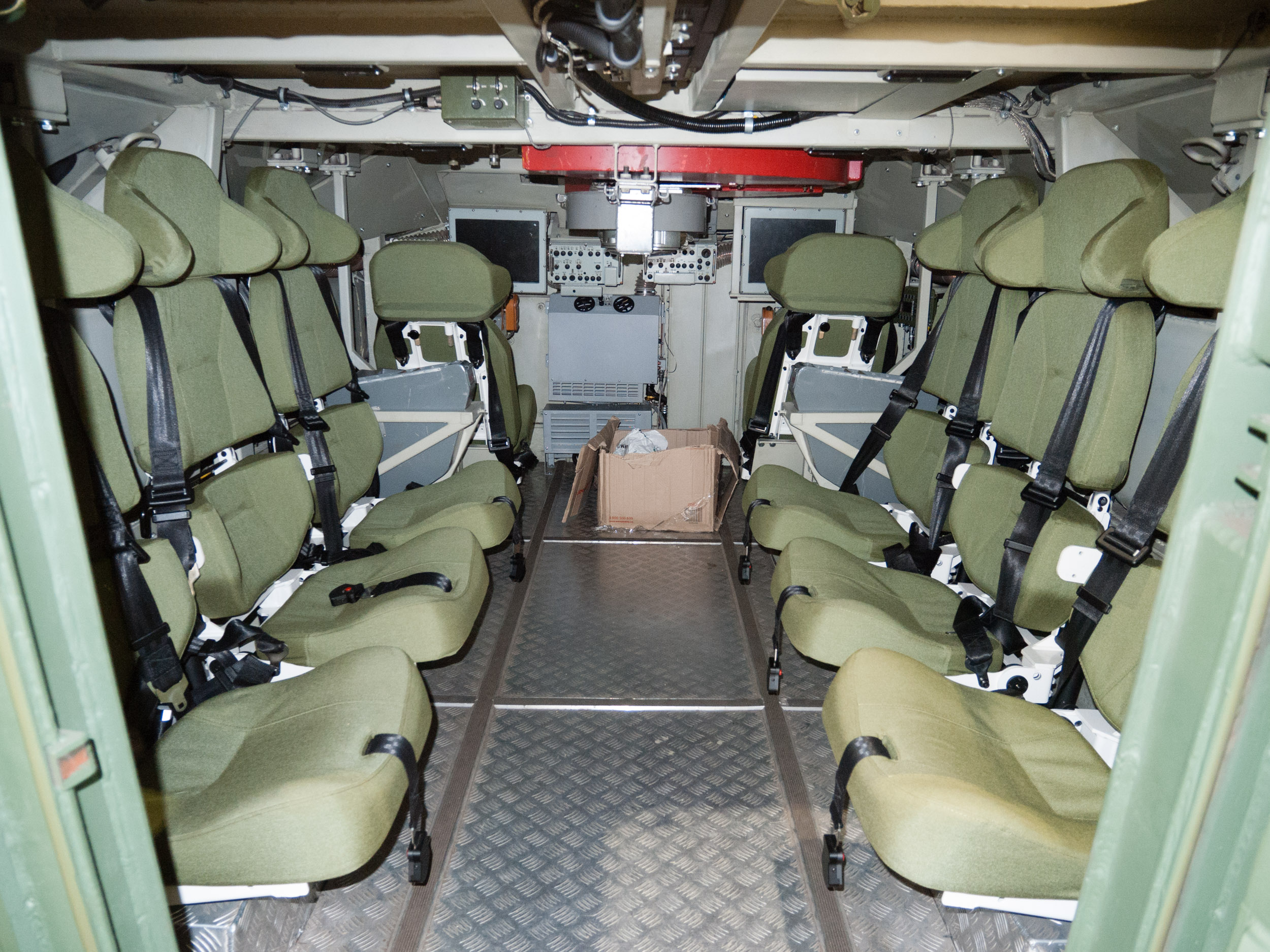

## Виноски
1. ↑  Проект  української БМП «Кевлар». mil.in.ua. Український мілітарний портал. 24 листопада 2017. Архів оригіналу за 29 квітня 2018. Процитовано 1 травня 2018.
2. ↑  Прототип БМП "Кевлар-Е" від приватної компанії ТОВ "Укріннмаш" показали на фото - Defense Express. defence-ua.com (укр.). Архів оригіналу за 26 червня 2021. Процитовано 26 червня 2021.
3. ↑  Прототип БМП «Кевлар-Е» від приватної компанії Укріннмаш. Архів оригіналу за 26 червня 2021. Процитовано 26 червня 2021.
4. ↑  З'явилось фото прототипу БМП «Кевлар-Е» - MIL.IN.UA. Мілітарний (рос.). Архів оригіналу за 26 червня 2021. Процитовано 26 червня 2021.
5. ↑  Телепрограма «Техніка війни»: виставка «Зброя та безпека-2021». Спецвипуск. mil.gov.ua. 22 червня 2021. Архів оригіналу за 26 червня 2021. Процитовано 26 червня 2021.
6. ↑  Легка плаваюча БМП "Кевлар-Е": виробник розсекретив подробиці (фото) - Defense Express. defence-ua.com (укр.). Архів оригіналу за 26 червня 2021. Процитовано 26 червня 2021.
7. ↑  Прототип «Кевлар-Е» представлять на «Зброя та безпека». Мілітарний (рос.). Архів оригіналу за 26 червня 2021. Процитовано 26 червня 2021.
8. ↑  З заводу у бій: нова бойова машина піхоти "Кевлар-Е" передана Збройним Силам - Defense Express. defence-ua.com (укр.). 28 лютого 2022. Процитовано 23 серпня 2022.